# Вишенка (Хмельницкий район)
Ви́шенка (укр. Вишенька) — село на Украине, находится в Хмельникском районе Винницкой области.
Код КОАТУУ — 0524881201. Население по переписи 2001 года составляет 630 человек. Почтовый индекс — 22041. Телефонный код — 4338.
Занимает площадь 2,2 км².
В селе действует храм Покрова Пресвятой Богородицы Хмельникского благочиния Винницкой епархии Украинской православной церкви.

## Адрес местного совета
22041, Винницкая область, Хмельницкий р-н, с. Вишенки, ул. Колгоспна, 4